# Carles Riera Pujal
Carles Riera Pujal (Granollers, 1 de marzo de 1956 - Barcelona, 4 de noviembre de 2009), hermano de Jordi Riera Pujal, fue un músico, clarinetista y pedagogo.

## Biografía
Carles Riera cursó estudios de arquitectura. Un poco antes de acabar esa carrera la abandonó para dedicarse íntegramente al mundo de la música. Fue discípulo del maestro y compositor de Granollers Josep Maria Ruera. Más tarde ampliaría sus estudios en Holanda con los músicos Colin Lawson, Hans Rudolf Stalder y Eric Hoeprich. Con este último compartiría gran parte de su vida profesional como instrumentista. Compaginó la interpretación con clarinetes históricos en escenarios de todo el mundo (Frick Collection de Nueva York, la Ópera de Sydney, Queen Elizabeth Hall de Londres,...), con la pedagogía y la divulgación musical.
Participó como clarinetista en algunas de las orquestas de música antigua de más prestigio, como la Orquesta del Siglo XVIII, dirigida per Frans Brüggen, The English Concert, dirigida per Trevor Pinnock, o Le Concert des Nations, dirigida per Jordi Savall. Fue miembro fundador del Stadler Trio (1986) junto con Eric Hoeprich y Albert Gumí. En (1993) también fundaría el Trío Salmoè (1993) con Emili Ferrando y Albert Gumí. El músico tenía una colección de más de 40 clarinetes históricos. En sus interpretaciones junto al trío Salmoè utilitzaba hasta 24 instrumentos diferentes para mostrar la evolución histórica del clarinete.
Carles Riera impartió una gran cantidad de cursos y conferencias. Destacan los programas de divulgación realizados para la Fundación La Caixa, la Orquesta Ciudad de Granada o la Orquesta Filarmónica de Gran Canaria.
Fue el director de la Escuela Municipal de Música Josep Maria Ruera de Granollers desde 1984 e impulsor de la fundación de la Orquesta de Cámara de la misma ciudad. Asimismo cofundó la Joven Orquesta Nacional de Cataluña y ejerció cargos de responsabilidad en el Conservatorio de Música del Liceo de Barcelona.

## Reconocimientos
Según el in memoriam en La Vanguardia, «Su transcurso vital fue intenso, participante de los más importantes escenarios y grupos especializados en la música con instrumentos originales en Europa. [...] Fue un estupendo divulgador.»
Por acuerdo del pleno municipal de Granollers se otorgó al músico a título póstumo la Medalla de la Ciudad 2010.
Su familia a fines de 2010 donó al Patronato de la Escuela Municipal de Música Josep Maria Ruera de Granollers material musical reunido en vida por el músico. El fondo constaba de enciclopedias, diccionarios y libros de la historia de la música, pedagogía, educación, teoría y formación musical, publicaciones sobre escuelas de música, ópera, compositores y arte. También, partituras, algunos CD y documentación musical diversa. Este fondo fue la base de la nueva Biblioteca Carles Riera que custodia y conserva este material,
En 2012, el ayuntamiento de Granollers promovió un programa de actividades de animación y de formación musical que nombró en su honor Projecte Carles Riera.

## Obras
- Sons en el temps. Textos: Carles Riera. Colaboradores: Josep M. Roger, Albert Gumi, Toni Perramon... Fundación La Caixa, 1992. ISBN 8476643454
- Divertimento per a octet de vent, 1795 per Vicent Martin i Soler. Edició crítica y comentarios: Colin Lawson i Carles Riera. Edicions Dinsic y Escola municipal de música Josep Maria Ruera, 1995. ISBN 8486949351[10]
- Audició 1, forma i color a la música. Textos: Carles Riera, Romà Escalas, Francesca Galofré. Edicions Dinsic Boileau, 2006. 2a. edición. Libro más CD. ISBN 8495055279[11]
- Audición 1, forma y color en la música. Edicions Dinsic Boileau, 1994. Libro mas cassette. ISBN 8486949319
- Audició 2, forma i color a la música. Textos: Carles Riera, Romà Escalas, Francesca Galofré. Edicions Dinsic Boileau, 1996. Libro más CD. ISBN 8486949386[12]
- Audición 2, forma y color en la música. Edicions Dinsic Boileau, 1997. ISBN 8486949602[13]
- Clarinet, primera volada. Edicions Dinsic, 2001. Texto en catalán, castellano e inglés. ISBN 8495055643

## Registros sonoros
Como instrumentista participó en diversas grabaciones.
- Vivaldi. Concerti alla rustica - Concerti "con molti istromenti". Deutsche-Grammophon/Archiv 415674/447301, 1987. Instrumento tocado: el chalumeau.
- Mozart. Gran Partita - Members of the Orchestra of the 18th Century, Frans Brüggen. Philips 422338, 1989. Instrumento tocado: el corno di bassetto.
- Mozart. Gran Partita - Members of the Orchestra of the 18th Century, Frans Brüggen. Philips Làser Disc (070128-1) "live".
- Vicent Martin i Soler. Una cosa rara - Le Concert des Nations, Jordi Savall. Astree-Auvidis E 8760 (3 CD), 1991.
- Compositors de Barcelona - Vol ad Libitum. Música contemporània. Dino Clàssics 30028, 1991.
- Mozart. Requiem & Maurerische Trauermusik - Le Concert des Nations, Jordi Savall. Astree-Auvidis E 8759, 1992. Instrumento tocado: el clarinete.
- Gala concert. Orchestra of the 18th Century, Frans Brüggen. Philips 434135-2, 1992. Instrumento tocado: el clarinete.
- Beethoven. Orchestra of the 18th Century, Frans Brüggen. Philips 434087-2.
- Haydn. Symphonies 99 & 102 - Orchestra of the 18th Century, Frans Brüggen. Philips 434077-2, 1992. Instrumento tocado:: el clarinete.
- Guide des instruments Baroques - Ricercar Consort 93001, 1995.
- Mozart. Basset horn bon-bons - Stadler Trio (Eric Hoeprich, Carles Riera i Albert Gumí). Philips 446106, 1995. Instrumento tocado: el corno di bassetto.
- Mozart. 3 Divertimenti, Le Nozze di Figaro, Adagio K 580a - Stadler Trio (Eric Hoeprich, Carles Riera i Albert Gumí). Glossa 920602.
- Mozart & contemporaries - Stadler Trio (Eric Hoeprich, Carles Riera i Albert Gumí). Glossa 920603, 1999.
- Mozart. Requiem Orchestra of the eighteenth century. Live in Tokio - Frans Brüggen. Glossa 921105, 1999.
- Krommer. Bohemian winds - Nachtmusique (Eric Hoeprich). Glossa 920604, 2001. Instrumento tocado: el clarinete.
- Mozart. Gran Partitta - Nachtmusique (Eric Hoeprich). Glossa GCD C80605, 2002. Instrumento tocado: el corno di bassetto.
- Vivaldi. Concerti con molti strumenti - Europa Galante, Fabio Biondi. Virgin 45527, 2003.
- Mozart. Divertimenti e Notturni - Stadler Trio i Cor de Cambra del Palau de la Música. Granada, La Alhambra. Les films Jack Fébus (DVD), 2008.